# Karl-Brunner-Europahaus

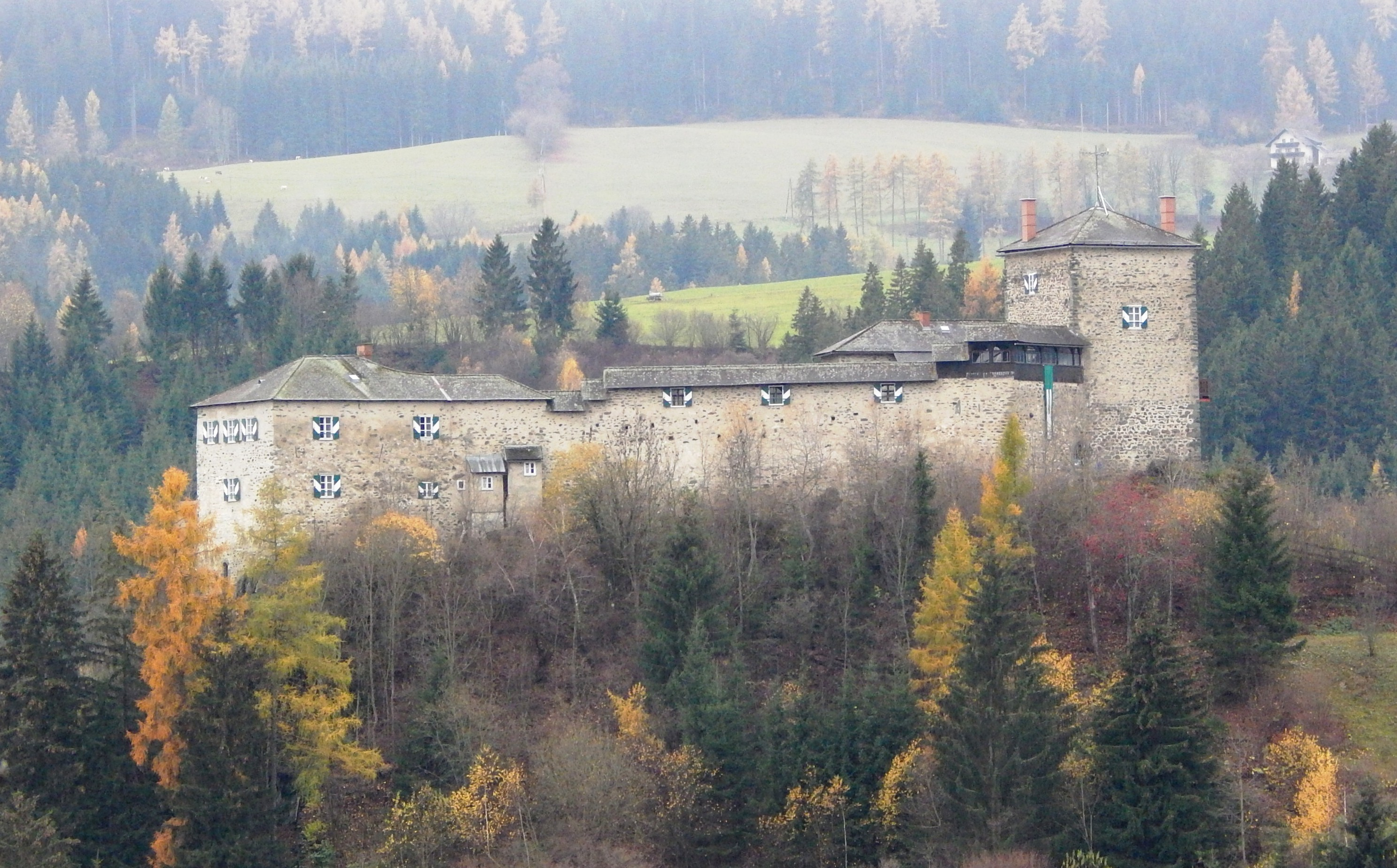
Schloss Forchtenstein

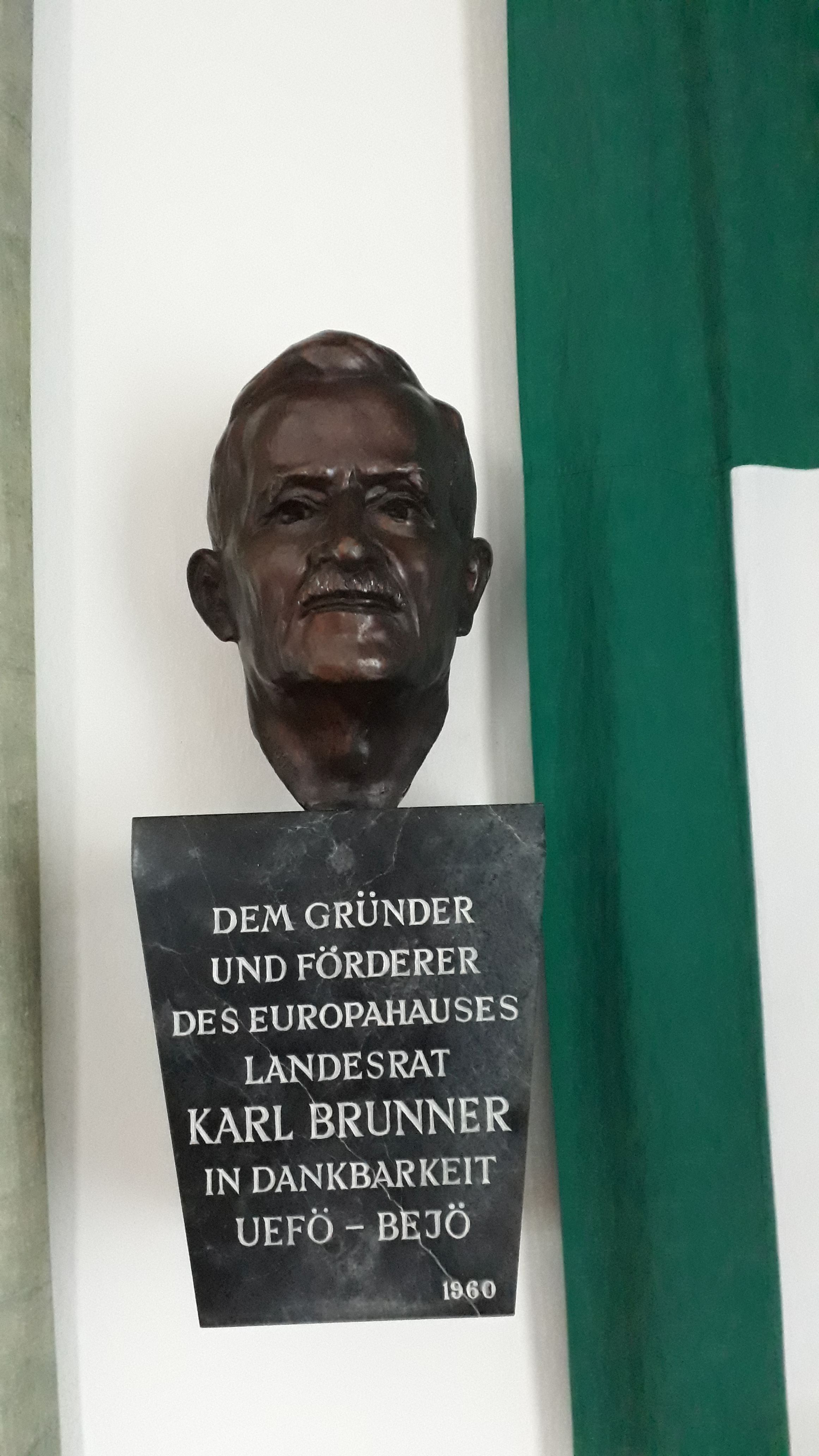
Büste von Karl Brunner

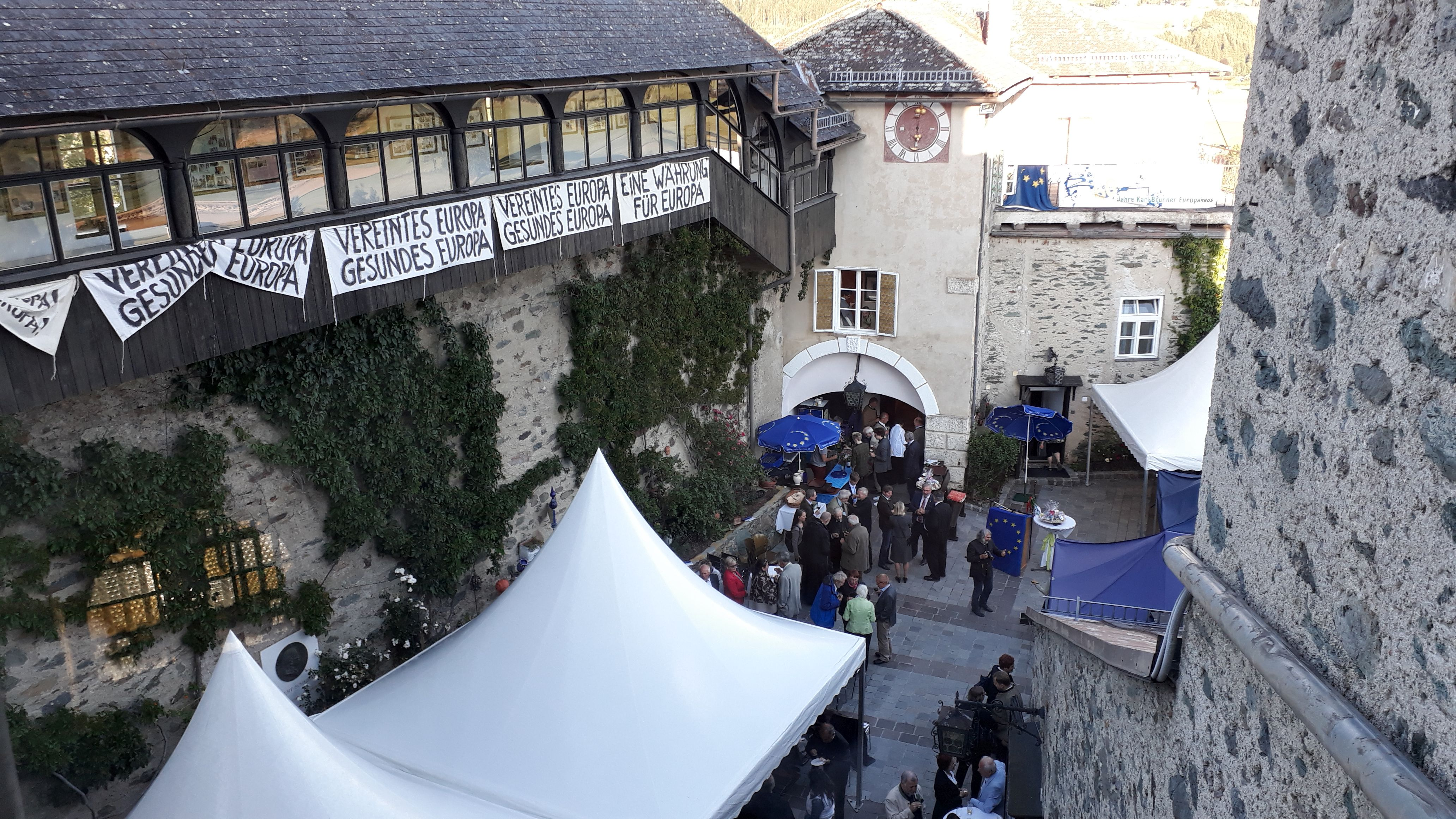
Veranstaltung 60 Jahre Karl-Brunner-Europahaus am 15. Juli 2017

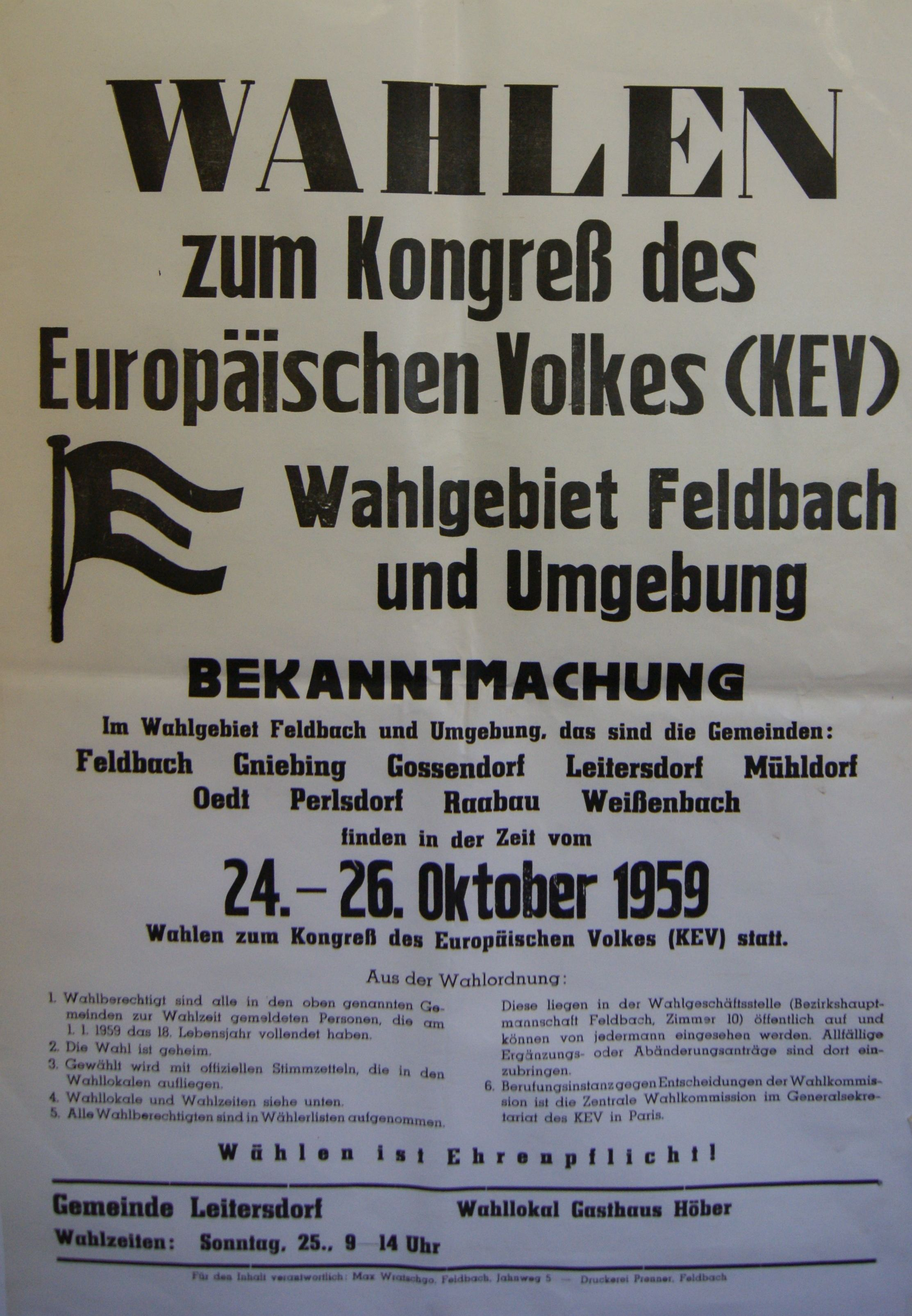
Wahlaufruf zum Kongress europäischer Völker 1959

Das Karl-Brunner-Europahaus (auch: Europahaus Neumarkt) befindet sich auf Schloss Forchtenstein in Neumarkt in Steiermark. Das Europahaus führt seit 1957 Seminare, Kongresse und Minderheitentreffen durch und ist eine Bildungs- und Begegnungsstätte des europäischen Gedankens. 1956 war der französische Außenminister Robert Schuman Gast und gab dem gerade neu gegründeten Europahaus die Widmung mit auf den zukünftigen Weg:

„Möge diese Burg im eigentlichen und im übertragenen Sinne des Wortes eine Festung des europäischen Gedankens sein.“

Das Karl-Brunner-Europahaus war das erste in Österreich gegründete Europahaus und ist Gründungsmitglied der Internationalen Föderation der Europahäuser (ÖFEH).

## Name
Das Karl-Brunner-Europahaus ist nach dem ehemaligen Landtagsabgeordneten Karl Brunner (31. Dezember 1889 – 3. April 1964) benannt, der während der NS-Diktatur zum Tode verurteilt und zu Kerkerhaft begnadigt wurde. In weiterer Folge wurde er zu einem Verfechter und „Europa-Pionier“ in der Steiermark.

## Geschichte
1956 wurde Schloss Forchtenstein in Neumarkt von der Europäischen Föderalistischen Bewegung (EFB) übernommen und adaptiert. Es wurden 1956 nach dem Ungarischen Volksaufstand über 50 ungarische Flüchtlinge aufgenommen. Das Europahaus wurde 1956 bereits begründet doch erst am 7. Juli 1957 durch den damaligen Landeshauptmann Josef Krainer feierlich eröffnet. 1975 wurde das Schloss von der Europäischen Föderalistischen Bewegung erworben.
Von 1959 bis 1963 fanden ausgehend von Karl-Brunner-Europahaus Europawahlen für eine Verfassung gebende Versammlung in einigen Bezirken in der Steiermark statt. 1966 wurden Beratungen über eine Europa-Aktion zu Reisen ohne Grenzkontrollen abgehalten und wurde 1967 an 49 Grenzstellen diese Europa-Aktion durchgeführt. 1968 wurde von den Europäischen Föderalisten die Einführung einer Einheitlichen Währung mit dem Namen Euro vorgeschlagen und anlässlich einer wieder durchgeführten Grenzaktion öffentlich vorgestellt.
Bis 2017 waren mehr als 250.000 Teilnehmer im Europahaus in Neumarkt zu Gast bei europapolitischen Veranstaltungen.
Vom 14. bis 16. Juli fand im Karl-Brunner-Europahaus das 60-jährige Bestandsjubiläum im Rahmen des Europa-Forums Neumarkt statt.

## Entwicklung / Einrichtungen / Aktivitäten / Portfolio
Ständige Einrichtungen im Karl-Brunner-Europahaus sind die Informationsveranstaltungen zu Volksgruppenfragen, Landwirtschaft und Europa, Internationale Jugendbegegnungen und das Europa-Forum Neumarkt. Die internationalen Beziehungen, im Besonderen mit Ländern des „ehemaligen Ostblocks“ wie Ungarn, Rumänien, Bulgarien, Polen, Slowakei, Slowenien, Kroatien sowie Bosnien und Herzegowina bilden einen eigenen Schwerpunkt der Tätigkeit.
Einen weiteren Schwerpunkt der Arbeit hat das Europahaus auch seit vielen Jahrzehnten auf die europäische Jugendarbeit gesetzt und bietet ein Diskussions- und Informationsforum sowie Ideenwerkstatt für junge Menschen aus ganz Europa, das die Auseinandersetzung mit den aktuellen Fragen der Europapolitik fördern soll und es werden zu diesem Zweck auch 49 Schlafplätze bereitgestellt.
Das Karl-Brunner-Europahaus erhielt seine wesentliche Prägung durch die Pionierarbeit von Max Wratschgo und Christine Hofmeister. Max Wratschgo leitete das Europahaus von 1972 bis 2014 als geschäftsführender Vorsitzender. Durch diese Leitung wurde das Europahaus zur grenzüberschreitend anerkannten europapolitischen Bildungs- und internationalen Begegnungsstätte.
2018 wurde das Karl-Brunner-Europahaus und Schloss Forchtenstein von der bisherigen Eigentümerin, der Europäische Föderalistische Bewegung Steiermark (EFBÖ – Landesverband Steiermark), ohne Gegenleistung an die EYFON-Stiftung übertragen. Die EYFON-Stiftung wurde von Christoph Leitl, Georg Spiegelfeld-Schneeburg, Franz Majcen, Gerhard Stürmer und Christian Buchmann errichtet. Das Europahaus soll dadurch noch mehr zu einem Begegnungs- und Dialogzentrum für Jugendliche aus ganz Europa werden und jährlich 1000 junge Menschen nach Neumarkt kommen.

## Organisation
Vorsitzender des Vereins des Karl-Brunner-Europahauses ist Karl Menzinger. Ehrenobmann ist Max Wratschgo.

## Auszeichnungen
Das Karl-Brunner-Europahaus, die EFB Steiermark und BEJ wurden am 24. November 2010 mit dem Josef-Krainer-Heimatpreis 2010 ausgezeichnet.

## Herausgeberschaft und Publikation
Das Karl-Brunner-Europahaus publiziert Druckwerke zur Europäischen Integration (Beispiele):
- Europastimme, zusammen mit der Europäischen Föderalistischen Bewegung und dem Bund Europäischer Jugend (JEF)

Über das Europahaus wurde die Festschrift:
- Christine Hofmeister, Franz Majcen u. a., Karl-Brunner-Europahaus, seit 7.7.1957, Neumarkt 2017, Eigenverlag, publiziert.

## Partnereinrichtungen – Kooperationen
Partnereinrichtungen und Kooperationspartner, die regelmäßig die Arbeit des Karl-Brunner-Europahauses unterstützen sind z. B.: Europa-Union Bayern, Europäische Akademien Bayern, Hessen und Gorizia, Europahaus Graz, Komitate Baranya und Vas/H, Schüler-Studentengruppe Pula/HR, Deutsche Vortragsreihe Resita/RO, Verein deutschsprachiger Frauen „Brücken“ in Marburg, Junge Europäische Föderalisten, Akademisches Forum für Außenpolitik, Österreichische Gesellschaft für Außenpolitik und die Vereinten Nationen, Bundesschulzentren, Landesverbände der EFB, BASTEI/Freundschaftsverein BAranya-STEIermark, Europäischer Erzieherbund, Bezirkskammern für Land- und Forstwirtschaft Südoststeiermark und Murau, Bundesministerium für Europa, Integration und Äußeres, Land Steiermark, Land Oberösterreich, Förderstellen des Bundes, Wirtschaftskammer Österreich, Wirtschaftskammer Steiermark, Industriellenvereinigung Steiermark, Österreichische Gesellschaft für Politische Bildung, Österreichische Föderation der Europahäuser, Jugend in Aktion, Erzherzog-Johann-Gesellschaft, Marktgemeinde Neumarkt, Stadtgemeinde Feldbach und zahlreiche weitere Gemeinden der Steiermark, Gemeindebund des Bezirkes Südoststeiermark, Kammer für Arbeiter und Angestellte, Agrarunion Südost, Kulturverein Bad Gams, Steirisches Volksbildungswerk, European Unity Club.

## Bekannte Besucher des Europahauses
Robert Schuman, Claus Schöndube, Alain Poher, Ursula Stenzel, Hubert Pirker, Othmar Karas, Jörg Leichtfried und Reinhard Rack, Ernst Albrecht, Bruno Buchwieser, Heinrich Schneider, Rudolf Kirchschläger, Heinrich Neisser, die Steirischen Landeshauptleute Josef Krainer senior, Josef Krainer junior, Friedrich Niederl, Waltraud Klasnic, die Landeshauptmannstellvertreter Fritz Hochmair, Norbert Horvathek und Adalbert Sebastian, Alfons Gorbach, Theodor Piffl-Perčević, Karl Schleinzer, Willibald Pahr, Martin Bartenstein, Friedhelm Frischenschlager, Karel Schwarzenberg, Fritz Verzetnitsch, Erich Foglar, Christoph Leitl, Maximilian Aichern bzw. Johannes Hahn.